# GLORIA (тур)
GLORIA — концертний тур гурту «Океан Ельзи» на підтримку альбому GLORIA, який розпочався 30 вересня 2005 року у Києві. Тур охопив 38 міст в Україні, Росії та Білорусі.

## Дати туру
| Номер    | Дата              | Місто            | Країна   | Майданчик                            |          |          |
| 2005 рік | 2005 рік          | 2005 рік         | 2005 рік | 2005 рік                             | 2005 рік | 2005 рік |
| -------- | ----------------- | ---------------- | -------- | ------------------------------------ | -------- | -------- |
| 1        | 30 вересня 2005   | Київ             | Україна  | Палац спорту                         |          |          |
| 2        | 2 жовтня 2005     | Вінниця          | Україна  | Будинок культури                     |          |          |
| 3        | 3 жовтня 2005     | Житомир          | Україна  | Драмтеатр                            |          |          |
| 4        | 6 жовтня 2005     | Хмельницький     | Україна  | Театр                                |          |          |
| 5        | 7 жовтня 2005     | Рівне            | Україна  | Кінотеатр «Україна»                  |          |          |
| 6        | 8 жовтня 2005     | Львів            | Україна  |                                      |          |          |
| 7        | 9 жовтня 2005     | Ужгород          | Україна  | Будинок культури                     |          |          |
| 8        | 10 жовтня 2005    | Івано-Франківськ | Україна  | Драмтеатр                            |          |          |
| 9        | 11 жовтня 2005    | Чернівці         | Україна  | Літній театр                         |          |          |
| 10       | 12 жовтня 2005    | Тернопіль        | Україна  | Будинок культури «Березіль»          |          |          |
| 11       | 14 жовтня 2005    | Біла Церква      | Україна  | Будинок культури                     |          |          |
| 12       | 16 жовтня 2005    | Кіровоград       | Україна  | Будинок культури                     |          |          |
| 13       | 17 жовтня 2005    | Запоріжжя        | Україна  | Палац спорту «Юність»                |          |          |
| 14       | 18 жовтня 2005    | Кривий Ріг       | Україна  | Палац молоді                         |          |          |
| 15       | 19 жовтня 2005    | Миколаїв         | Україна  | Палац культури                       |          |          |
| 16       | 20 жовтня 2005    | Херсон           | Україна  | ККЗ «Ювілейний»                      |          |          |
| 17       | 21 жовтня 2005    | Сімферополь      | Україна  | Цирк                                 |          |          |
| 18       | 22 жовтня 2005    | Севастополь      | Україна  | Будинок культури «Рибаків»           |          |          |
| 19       | 24 жовтня 2005    | Одеса            | Україна  | Палац спорту                         |          |          |
| 20       | 25 жовтня 2005    | Черкаси          | Україна  | Палац культури Дружби Народів        |          |          |
| 21       | 26 жовтня 2005    | Харків           | Україна  | Харківський палац спорту «Ювілейний» |          |          |
| 22       | 27 жовтня 2005    | Суми             | Україна  | Будинок культури ім. Щепкіна         |          |          |
| 23       | 29 жовтня 2005    | Полтава          | Україна  | Будинок культури «Листопад»          |          |          |
| 24       | 30 жовтня 2005    | Дніпропетровськ  | Україна  | Льодовий палац спорту «Метеор»       |          |          |
| 25       | 31 жовтня 2005    | Маріуполь        | Україна  | Будинок культури «Іскра»             |          |          |
| 26       | 2 листопада 2005  | Донецьк          | Україна  | Палац спорту «Дружба»                |          |          |
| 27       | 3 листопада 2005  | Горлівка         | Україна  | КСКЦ «Стірол»                        |          |          |
| 28       | 4 листопада 2005  | Краматорськ      | Україна  | Палац культури і техніки НКНЗ        |          |          |
| 29       | 6 листопада 2005  | Луганськ         | Україна  | Будинок культури «Дружба народів»    |          |          |
| 30       | 7 листопада 2005  | Сєвєродонецьк    | Україна  | Льодовий палац спорту                |          |          |
| 31       | 8 листопада 2005  | Чернігів         | Україна  | Палац культури                       |          |          |
| 32       | 15 листопада 2005 | Київ             | Україна  | Палац спорту                         |          |          |
| 33       | 2 грудня 2005     | Москва           | Росія    | Клуб «Курс»                          |          |          |
| 34       | 3 грудня 2005     | Москва           | Росія    | Клуб «Курс»                          |          |          |
| 35       | 12 грудня 2005    | Тюмень           | Росія    | Філармонія                           |          |          |
| 2006 рік |                   |                  |          |                                      |          |          |
| 36       | 31 січня 2006     | Санкт-Петербург  | Росія    | БКЗ «Жовтневий»                      |          |          |
| 37       | лютого 2006       | Уфа              | Росія    | Розважальний комплекс «Вогні Уфи»    |          |          |
| 38       | лютого 2006       | Самара           | Росія    |                                      |          |          |
| 39       | лютого 2006       | Ростов-на-Дону   | Росія    |                                      |          |          |
| 40       | 23 лютого 2006    | Мінськ           | Білорусь | Палац спорту                         |          |          |
| 41       | 25 лютого 2006    | Москва           | Росія    | Олімпійський комплекс «Лужніки»      |          |          |